# ゲオルク (ブランデンブルク＝アンスバッハ辺境伯)

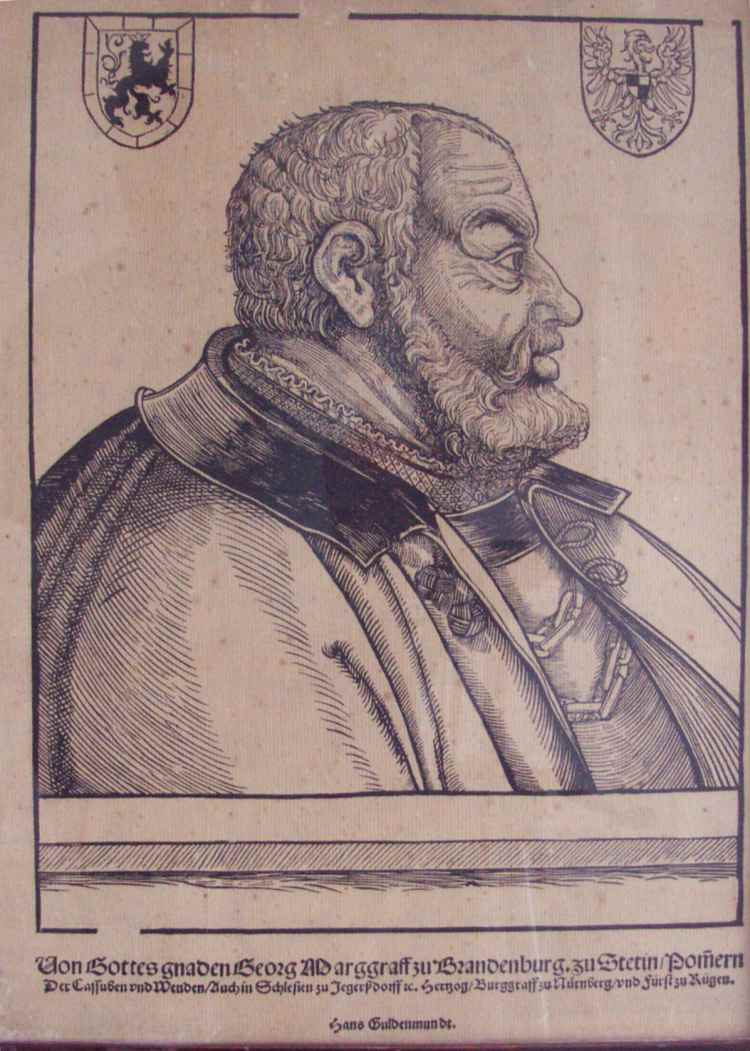
アンスバッハ辺境伯ゲオルク

敬虔伯ゲオルク・フォン・ブランデンブルク＝アンスバッハ（Georg der Fromme von Brandenburg-Ansbach、1484年3月4日 - 1543年12月27日。信奉者（der Bekenner）とも呼ばれる）は、ブランデンブルク＝アンスバッハ辺境伯。ブランデンブルク＝アンスバッハ辺境伯兼ブランデンブルク＝クルムバッハ辺境伯フリードリヒ2世とポーランド王カジミェシュ4世の娘ゾフィアとの間の次男。クルムバッハ辺境伯カジミールの弟、ドイツ騎士団団長、プロイセン公アルブレヒトの兄。

## 生涯
1506年にボヘミア王・ハンガリー王ウラースロー2世の宮廷に仕え、その王子であるラヨシュ2世の後見人兼家庭教師となった。1515年から1527年までは兄のカジミールと共同で、それ以後は単独でアンスバッハを統治した。
1524年には宗教改革の受け容れを明確に公言した。彼はすでに自分の領土におけるプロテスタントの布教と強化を認めており、1523年に獲得したシュレージエン地方のイェーゲルンドルフ公領を寄付したりしていた。弟でドイツ騎士団総長であったアルブレヒトと謀って騎士国家であったプロイセンを世俗のプロイセン公領とし、1525年にクラクフ条約を結んでこれを調停した。1527年に兄が死去し、甥のアルブレヒト・アルキビアデスは幼年のため、後見人として1541年までクルムバッハも統治した。
1529年のシュパイアーまたは1530年のアウクスブルクでの帝国会議でプロテスタント特権を決議し、ブランデンブルク選帝侯ヨアヒム2世を宗教改革派に鞍替えさせた。

## 子供
1509年、ベアトリーツァ・フランコパン（1480年 - 1510年）と結婚した。子供はいない。
1525年、ミュンスターベルク＝エールス公カレル1世の娘ヘートヴィヒ・フォン・ミュンスターベルク＝エールス（1531年没）と再婚、2人の子を儲けた。
- アンナ・マリア（1526年 - 1589年） - 1544年にヴュルテンベルク公クリストフと結婚
- ザビーナ（1529年 - 1575年） - 1548年にブランデンブルク選帝侯ヨハン・ゲオルクと結婚

1533年8月25日、ザクセン公ハインリヒ4世の娘アエミーリア（1516年7月27日 - 1591年4月9日）と3度目の結婚、4人の子を儲けた。
- ゾフィー（1535年 - 1587年） - 1560年にレグニツァ公ヘンリク11世と結婚
- バルバラ（1536年 - 1591年）
- ドロテア・カタリーナ（1538年 - 1604年） - 1556年にマイセン城伯ハインリヒ6世・フォン・プラウエンと結婚
- ゲオルク・フリードリヒ（1539年 - 1603年） - ブランデンブルク＝アンスバッハ辺境伯、ブランデンブルク＝クルムバッハ辺境伯

## 記念碑

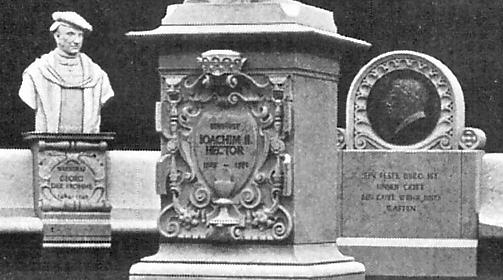
画面向かって左の胸像がゲオルクの像

ベルリンの『勝利の並木道』のハロ・マクヌッセン作によるグループ20には、ヨアヒム2世の立像の横にゲオルクの胸像が配されていた。この群像のテーマは、宗教改革である。この作品を創るにあたり、作者のマクヌッセンは、ハイルスブロンの修道院教会にあるゲオルクの2つの肖像（レリーフと絵画）をモデルにしている。彼は、ハンス・ヘンネベルク作の39歳のゲオルクの肖像画を彫刻にしたのである。

## 参考図書
- Uta Lehnert: Der Kaiser und die Siegesallee. Réclame Royale, Dietrich Reimer Verlag, Berlin 1998, ISBN 3-496-01189-0.
- Neustadt, Markgraf Georg von Brandenburg als Erzieher am ungarischen Hof, Breslau, 1883

これらの文献は、ドイツ語版の文献として挙げられていたものであり、日本語版作成時に直接参照してはおりません。